# Pink Friday: Roman Reloaded
Pink Friday: Roman Reloaded è il secondo album in studio della rapper trinidadiana Nicki Minaj, pubblicato il 2 aprile 2012 dalla Cash Money, Universal Republic e Young Money.
In qualità di produttore esecutivo del progetto, Minaj ha lavorato con una moltitudine di produttori e compositori, quali Hit-Boy, Dr. Luke, Ester Dean, Rico Beats, RedOne e Oak. Nella sua versione standard, composta da 19 tracce, il disco presenta collaborazioni con i rapper e cantanti Cam'ron, Rick Ross, 2 Chainz, Lil Wayne, Nas, Drake, Young Jeezy, Chris Brown, Bobby V e Beenie Man. Per supportare l'album, Minaj è stata impegnata con i tour Pink Friday Tour e il successivo Pink Friday: Reloaded Tour, che l'hanno vista esibirsi dal vivo nel corso di tutto il 2012.
L'album è stato anticipato da due singoli: il primo, Starships, è stato presentato in anteprima al programma radiofonico On Air with Ryan Seacrest il 14 febbraio 2012 ed è stato pubblicato lo stesso giorno su iTunes. Ha debuttato alla posizione numero nove della Billboard Hot 100 ed ha in seguito raggiunto la quinta posizione. Il secondo, Right by My Side in collaborazione di Chris Brown, è stato distribuito il 27 marzo 2012.

## Antefatti
L'album pone l'attenzione sul ritorno di Roman Zolanski, un alter ego di Nicki Minaj, che fece la sua prima apparizione nel 2010 nell'album di debutto dell'artista. Il co-amministratore delegato della Cash Money Records, Birdman, annunciò la pubblicazione dell'album nel primo quarto del 2012. Nel novembre 2011 la Minaj annunciò su Twitter che l'album sarebbe stato pubblicato il 14 febbraio 2012, ma più tardi nel gennaio 2012 la pubblicazione è stata posticipata al 2 aprile 2012.
Il 1º marzo 2012 la rapper rivelò la copertina dell'album attraverso Twitter. La copertina colorata mostra la Minaj con capelli biondi ed un insieme di rosa, viola, arancione e verde che le copre il viso. L'8 marzo rivela la copertina dell'edizione deluxe dove oltre a tre canzoni in più ci sarà una maglietta. Quando le è stato chiesto di descrivere l'album in una parola lei ha risposto: "libertà".

## Promozione
- Il primo singolo dell'album è la canzone dance-rap Starships prodotta da RedOne. Ryan Seacrest ha presentato in anteprima il brano il 14 febbraio 2012 nel suo programma radiofonico.[19] Il singolo è stato pubblicato lo stesso giorno su iTunes, è poi stata aggiunta dalle radio il 21 febbraio 2012[20] ed ha debuttato alla posizione numero 9 della Billboard Hot 100. Ha poi raggiunto la quinta posizione, diventando il suo secondo singolo da solista in Top 5, dopo Super Bass. Inoltre raggiunge il secondo posto della classifica inglese rendendo Nicki Minaj la rapper con una canzone col più alto piazzamento in quella classifica.[21] Ha ottenuto sei certificazioni platino negli Stati Uniti.[22] Il video della canzone, girato alle Hawaii, è stato pubblicato il 26 aprile 2012.
- Right by My Side è il secondo singolo estratto e vede la collaborazione del cantante statunitense Chris Brown. È stato distribuito ufficialmente alle radio ritmiche e urban americane il 27 marzo 2012 e ha raggiunto la posizione 51 della classifica statunitense. Il video della canzone è stato pubblicato il 16 maggio 2012 e vede la partecipazione del rapper Nas.
- Beez in the Trap (in collaborazione con 2 Chainz) è il terzo singolo estratto, inviato alle radio urban americane il 24 aprile 2012. Il video della canzone è stato girato a Miami ed è stato pubblicato il 6 aprile 2012.
- Pound the Alarm è il secondo singolo internazionale (dopo Starships), quarto complessivo, pubblicato il 17 luglio 2012. Il video è stato girato il 4 luglio a Trinidad e pubblicato il 31 luglio.
- Va Va Voom doveva essere inizialmente pubblicata come singolo di lancio, ma poi stata sostituita da Starships. Appare nella versione deluxe ed il video è stato girato il 21 dicembre 2011. Inizialmente la Minaj aveva detto di non essere sicura della sua eventuale pubblicazione, ma in seguito ha deciso di pubblicare il video il 26 ottobre 2012.
- Automatic è il terzo singolo francese, pubblicato al posto di Va Va Voom, e sesto complessivo. È stato pubblicato in versione remixata con Misha B il 23 ottobre.

### Singoli promozionali
- Il primo singolo promozionale, Roman in Moscow, è stato pubblicato il 2 dicembre 2011, tuttavia, non è stato incluso nella tracklist finale dell'album. Ha debuttato alla posizione 64 della Billboard Hot 100. La Minaj inizialmente disse che il singolo "è come un teaser di Pink Friday: Roman Reloaded, quando io dico che è un teaser, è come un trailer per un film, è come gettare le basi e volevo toccare solo la superficie. È il pezzo più brutto di Pink Friday: Roman Reloaded".[23] Il video della canzone è stato girato il 18 dicembre 2011, con la direzione di Hype Williams.
- Il secondo singolo promozionale è Stupid Hoe, una canzone happycore ed elettropop, distribuita su iTunes il 20 dicembre 2011 e prodotta da Diamond Kuts, accreditata come T. Dunham. Ha debuttato alla posizione 81 della Billboard Hot 100. Il videoclip della canzone diretto da Hype Williams fu girato il 19 e il 20 dicembre 2011 e poi pubblicato sul canale Vevo ufficiale della rapper il 20 gennaio 2012. Il video ha infranto l'allora record di visualizzazioni accumulate in un giorno sulla piattaforma Vevo con 4,8 milioni di visite.[24] Tuttavia la canzone e il video hanno ricevuto un pessimo riscontro, sia di critica che di pubblico.
- Il terzo singolo promozionale, Roman Reloaded, vede la collaborazione del rapper Lil Wayne ed è stato presentato alla stazione radiofonica Hot97 il 23 febbraio 2012 e reso disponibile su iTunes il giorno seguente.[25] Ha debuttato alla posizione 70 della Billboard Hot 100.

### Altre canzoni
- Il quinto singolo dell'album Nothing but the Beat di David Guetta, Turn Me On, appare nella versione deluxe dell'album. La canzone ha raggiunto la quarta posizione della Billboard Hot 100.
- Minaj ha cantato Roman Holiday ai 54esimi Grammy Awards il 12 febbraio 2012. L'esibizione, in cui la rapper finge un esorcismo, è stata coreografata da Laurie Ann Gibson, ex-collaboratrice di Lady Gaga e non ha ricevuto critiche positive.
- Il brano Whip It, nonostante non sia stato pubblicato come singolo o abbia avuto un video musicale, ha debuttato nelle classifiche canadesi, inglesi, giapponesi, australiane e americane.[26][27]
- Il brano Marilyn Monroe, un omaggio alla nota celebrità, fu inizialmente scelto come quarto singolo tramite un sondaggio, ma poi la scelta ricadde su Va Va Voom.[28]
- Il video promozionale per la traccia I Am Your Leader è stato pubblicato il 24 agosto 2012. Nel brano sono presenti i rapper Rick Ross e Cam'Ron.[29]

## Accoglienza
| Recensione        | Giudizio       |
| ----------------- | -------------- |
| Billboard         | Non favorevole |
| Digital Spy       | [ 31 ]         |
| Los Angeles Times | [ 32 ]         |
| PopMatters        | (1/10)         |
| Slant Magazine    | [ 34 ]         |
| Spin              | (8/10)         |
| Los Angeles Times |                |
| Rolling Stone     |                |
| Pitchfork         | (6.7/10)       |
| NME               | (5/10)         |
| AllMusic          |                |
| Robert Christgau  | A–             |
| The Guardian      |                |
| The Independent   |                |

L'album ha ricevuto critiche miste dai critici musicali. Billboard ha dato all'album una recensione negativa affermando: "La Minaj passa più tempo a esplorare la sua identità musicale su Roman Reloaded che a perfezionarla, il che rende il suond dell'album gonfio e avventato. È anche la sua opera più apertamente commerciale fino ad oggi, e rapidamente espanderà i numeri dei suoi fan, pur alienando una buona fetta del suo core per concentrarsi sul canto, invece che dedicarsi a rime fantasiose"
MTV ha dato una recensione positiva lodando la sua miscela di generi, "Dal momento della sua entrata in scena, Nicki ha rifiutato di essere messa in una scatola. Con il suo atteggiamento presuntuoso da rapper, è difficile ignorare le sue radici hip hop, ma quando si mescola la sua abilità di creare una melodia popolare, le possibilità diventano infinite. Roman Reloaded è un'ulteriore realizzazione di queste infinite possibilità, così, invece di definire Nicki Minaj per categoria, forse è il momento di darle un proprio genere."

## Tracce
1. Roman Holiday – 4:05 (Onika Maraj, Winston Thomas, Larry Nacht, Safaree Samuels)
2. Come on a Cone – 3:05 (Onika Maraj, Chauncey Hollis)
3. I Am Your Leader (feat. Cam'ron & Rick Ross) – 3:33 (Onika Maraj, Hollis, William Roberts II, Cameron Giles)
4. Beez in the Trap (feat. 2 Chainz) – 4:28 (Onika Maraj, Maurice Jordan, Tauheed Epps)
5. HOV Lane – 3:13 (Onika Maraj, Ryan Marrone, Garrick Smith, Safaree Samuels)
6. Roman Reloaded (feat. Lil Wayne) – 3:16 (Onika Maraj, Safaree Samuels, Dwayne Carter, Ricardo LaMarre)
7. Champion (feat. Nas, Drake & Young Jeezy) – 4:56 (Onika Maraj, Tyler Williams, Nikhil Seethram, Aubrey Graham, Jay Jenkins, Nasir Jones)
8. Right by My Side (feat. Chris Brown) – 4:25 (Onika Maraj, Andrew Wansel, Warren Felder, Ester Dean, J. Roberts, R. Colson)
9. Sex in the Lounge (feat. Lil Wayne & Bobby V) – 3:27 (Onika Maraj, E. Wilson, M. Hall, Dwayne Carter, Bobby Wilson, Safaree Samuels)
10. Starships – 3:30 (Onika Maraj, RedOne, Carl Falk, Rami Yacoub, Wayne Hector)
11. Pound the Alarm – 3:25 (Onika Maraj, RedOne, Carl Falk, Rami Yacoub, Bilal Hajji, Achraf Jannusi)
12. Whip It – 3:15 (Onika Maraj, RedOne, Alex Papaconstantinou, B. Djupstom, Bilal Hajji, Wayne Hector)
13. Automatic – 3:18 (Onika Maraj, RedOne, J. Thornfeldt, G. Sandell) – solo in Francia
14. Beautiful Sinner – 3:47 (Onika Maraj, Alex da Kid, Ester Dean)
15. Marilyn Monroe – 3:16 (Onika Maraj, Daniel James, Leah Haywood, R. Golan, Jonathan Rotem)
16. Young Forever – 3:06 (Onika Maraj, Lukasz Gottwald, K. Sheehan, Henry Walter)
17. Fire Burns – 2:59 (Onika Maraj, Andrew Wansel, Warren Felder)
18. Gun Shot (feat. Beenie Man) – 4:39 (Onika Maraj, Daniel Johnson, Moses Davis, C. Grossett)
19. Stupid Hoe – 3:16 (Onika Maraj, Tina Dunham, Safaree Samuels)

Tracce bonus nell'edizione iTunes
1. Press Conference (feat. Charlemagne & Safaree "SB" Samuels) – 21:03 (Onika Maraj, Safaree Samuels, Lenard McKelvey)

Tracce bonus nell'edizione deluxe
1. Turn Me On (feat. David Guetta) – 3:19 (Onika Maraj, David Guetta, Giorgio Tuinfort, Ester Dean)
2. Va Va Voom – 3:03 (Onika Maraj, Lukasz Gottwald, Allan Grigg, Max Martin, Henry Walter)
3. Masquerade – 3:48 (Onika Maraj, Lukasz Gottwald, Benjamin Levin, Max Martin, Henry Walter)
4. Press Conference (feat. Charlemagne & Safaree "SB" Samuels) – 21:03

## The Re-Up
Nicki Minaj ha annunciato agli MTV Video Music Awards 2012 che sarebbe stata pubblicata una ristampa dell'album, intitolata Pink Friday: Roman Reloaded - The Re-Up. A settembre 2012 la rapper rivela il 19 novembre 2012 come data di pubblicazione del progetto, anticipato dai singoli inediti The Boys e Freedom.

## Successo commerciale
Pink Friday: Roman Reloaded è entrato direttamente alla vetta della classifica statunitense, vendendo 253 000 copie nella sua prima settimana, un risultato maggiore rispetto a quanto previsto dai critici musicali (215-235.000). In Italia, l'album debutta alla posizione 66 della classifica FIMI e ne esce definitivamente la settimana successiva. Gli unici singoli dell'album pubblicato in Italia sono Starships e Pound the Alarm, i quali si sono fermati rispettivamente alla posizione 35 e 89 della classifica FIMI.
Negli Stati Uniti l'album viene certificato disco di platino il 27 giugno 2012, grazie ad oltre 1 milione di copie distribuite.
Secondo Yahoo!, l'album ha venduto 749 000 copie durante il 2012 negli Stati Uniti. Nel Regno Unito, invece, a fine 2012 risulta abbia venduto più di 242 000 copie.

## Classifiche

### Classifiche internazionali
| Classifica (2012-21) | Posizione massima |
| -------------------- | ----------------- |
| Australia            | 5                 |
| Austria              | 49                |
| Belgio (Fiandre)     | 23                |
| Belgio (Vallonia)    | 35                |
| Canada               | 1                 |
| Danimarca            | 25                |
| Finlandia            | 48                |
| Francia              | 20                |
| Grecia               | 23                |
| Irlanda              | 2                 |
| Italia               | 66                |
| Norvegia             | 9                 |
| Nuova Zelanda        | 3                 |
| Paesi Bassi          | 24                |
| Regno Unito          | 1                 |
| Spagna               | 60                |
| Stati Uniti          | 1                 |
| Svezia               | 37                |
| Svizzera             | 24                |

### Classifiche di fine anno
| Classifica (2012) | Posizione |
| ----------------- | --------- |
| Australia         | 48        |
| Canada            | 45        |
| Francia           | 132       |
| Regno Unito       | 37        |
| Stati Uniti       | 26        |

## Date di pubblicazione
| Paese       | Data           | Formato               | Edizione         | Etichetta                                |
| ----------- | -------------- | --------------------- | ---------------- | ---------------------------------------- |
| Germania    | 2 aprile 2012  | CD, download digitale | Standard, Deluxe | Cash Money, Universal Music              |
| Regno Unito | 2 aprile 2012  | CD, download digitale | Standard, Deluxe | Cash Money, Universal Music              |
| Francia     | 2 aprile 2012  | CD, download digitale | Standard, Deluxe | Cash Money, Universal Music              |
| Australia   | 2 aprile 2012  | CD, download digitale | Standard, Deluxe | Cash Money, Universal Music              |
| Italia      | 3 aprile 2012  | Download digitale     | Standard, Deluxe | Cash Money, Universal Music              |
| Stati Uniti | 3 aprile 2012  | CD, download digitale | Standard, Deluxe | Cash Money, Universal Music, Young Money |
| Canada      | 3 aprile 2012  | CD, download digitale | Standard, Deluxe | Cash Money, Universal Music, Young Money |
| Giappone    | 11 aprile 2012 | CD, download digitale | Standard, Deluxe | Cash Money, Universal Music Japan        |
| Italia      | 15 maggio 2012 | CD                    | Standard, Deluxe | Cash Money, Universal Music              |